# Nikołaj Troicki
Nikołaj Aleksandrowicz Troicki, ros. Николай Александрович Троицкий (ur. 20 kwietnia 1903 w symbirskiej guberni w Rosji, zm. 10 maja 2011) – radziecki inżynier, architekt, oficer do specjalnych poruczeń w sztabie Rosyjskiej Armii Wyzwoleńczej, członek Komitetu Wyzwolenia Narodów Rosji pod koniec II wojny światowej, emigracyjny pisarz i działacz antykomunistyczny.
Ukończył seminarium duchowne w Symbirsku, a następnie szkołę średnią w Korsuniu. Studiował na politechnice w Symbirsku, po czym rozpoczął pracować jako inżynier. W 1930 r. przeniósł się do Moskwy i podjął studia z architektury na tamtejszej politechnice. Od 1933 r. kierował laboratorium naukowym. Zorganizował sekcję projektowania teatrów, klubów i szkół przy Narkomprosie. Jednocześnie pracował jako sekretarz naukowy w moskiewskim przedsiębiorstwie architektury. Następnie został zastępcą sekretarza naukowego Akademii Architektury ZSRR.
Na fali czystek stalinowskich w 1937 r. został aresztowany przez NKWD, po czym 18 miesięcy przesiedział w więzieniu na Łubiance. Po wypuszczeniu na wolność w sierpniu 1939 r., nie dostał poprzedniej pracy. Zajął się więc pisaniem książek. Krótko przed wybuchem wojny z Niemcami wstąpił ochotniczo do Armii Czerwonej. Walczył w szeregach 13 Dywizji Strzeleckiej. W kotle pod Wiaźmą w październiku 1941 r. dostał się do niewoli niemieckiej. Odrzucił możliwość służby w armii niemieckiej, w związku z czym osadzono go w obozie jenieckim pod Połockiem.
W maju 1943 r. przeniesiono go do Witebska. Podjął kolaborację z Niemcami. Latem 1944 r. wstąpił do Rosyjskiej Armii Wyzwoleńczej (ROA) gen. Andrieja Własowa. Był oficerem do specjalnych poruczeń w sztabie ROA. Pracował też w redakcji pisma „Dobrowolec”. Jesienią 1944 r. przystąpił do Komitetu Wyzwolenia Narodów Rosji (KONR), będąc współautorem jego Praskiego Manifestu.
Po zakończeniu wojny zamieszkał w zachodnich Niemczech pod fałszywym nazwiskiem Borysa Jakowlewa. Pracował w firmie budowlanej. W 1949 r. założył rosyjską bibliotekę w Monachium. Wstąpił do emigracyjnej organizacji antykomunistycznej Związek Walki o Wyzwolenie Narodów Rosji (SBONR). W 1950 r. zorganizował w Monachium Instytut Badań nad Historią i Kulturą ZSRR, stojąc na jego czele do 1955 r. Jednocześnie od 1951 r. redagował pismo architektoniczne, a następnie almanach „Litieraturnyj sowriemiennik”. W 1955 r. opublikował książkę pt. „Koncentracyonnyje łagiery SSSR”, opisującą – jako pierwsza praca na Zachodzie – system łagrów Gułagu. Spotkała się ona jednak też z wieloma protestami. Dlatego N. Troicki został zmuszony do wyjazdu do USA. Pracował tam jako bibliotekarz, a następnie kierownik słowiańskiego działu biblioteki jednego z amerykańskich uniwersytetów. Wydał także serię nowel.